# Hypoestes thomsoniana
Hypoestes thomsoniana är en akantusväxtart som beskrevs av Christian Gottfried Daniel Nees von Esenbeck. Hypoestes thomsoniana ingår i släktet Hypoestes och familjen akantusväxter. Inga underarter finns listade i Catalogue of Life.